# 橋田俊三
橋田 俊三（はしだ しゅんぞう、1922年3月15日 - 1978年11月24日）は、日本の元騎手・元調教師。息子は調教師の橋田満。

## 来歴
1935年、尋常小学校を卒業すると同時に競馬社会に入り、1938年に騎手としてデビュー。戦時中は中支戦線で過ごして復員し、終戦後は騎手として再び活躍。1949年からはタカクラヤマとコンビを組み、第1回阪神3歳ステークスで3着に入る。1950年は皐月賞・東京優駿こそ不良馬場でクモノハナに歯が立たなかったが、菊花賞でハイレコードの4着と健闘。チャレンジカップをレコードで制し、重賞初制覇。1951年の天皇賞（春）では関西勢の大将格として3番人気に推され、レースでも直線で逃げ込みを計るトサミドリの内をすくうと、最後は3馬身の差を付けてのレコード勝ち。騎手生活唯一の八大競走制覇を成し遂げたが、同年に現役を引退。
引退後の1952年2月からは阪神競馬場で厩舎を開業し、9月15日には長男・満が誕生。2年目の1953年の桜花賞・タカクモで重賞初出走を果たし、1956年のタマツバキ記念（春）・タマノホシで初制覇。同年に須貝彦三が騎手見習いとして厩舎に入門し、1959年にデビュー。1966年には自己最多の48勝を挙げ、全国リーディングでも初の十傑入りとなる7位にランクイン。1967年は自己最高位の4位とランクを上げ、1969年には彦三の実弟・四郎、楠孝志がデビュー。楠は26勝を挙げて中央競馬関西放送記者クラブ賞を受賞する活躍を見せた。1971年夏には小倉競馬場の場長室で「優駿」編集長・宇佐美恒雄と意気投合し、橋田の文芸趣味に目を付けた宇佐美の依頼で、馬を主人公にした小説を執筆。1972年1月号から1973年10月号までの22回にわたり、「吾輩は馬である」の題名で連載された。その後は多少加筆し、1977年には「走れドトウ」と改題して出版された。本業ではタイテエムを1972年のクラシック戦線に送り出し、ランドプリンス・ロングエースと「関西三強」を形成。東京優駿ではロングエースに頭差の3着、菊花賞ではイシノヒカルの2着と共に涙を飲んだが、1973年の天皇賞（春）で悲願のGI級レース・八大競走初制覇。橋田は騎手・調教師両方で天皇賞を制したこととなった。リーディングにも3度十傑入りし（1971年, 1974年, 1977年）、1974年にはライジンが阪神3歳ステークスを制し、2年連続2度目で自身最後のGI級レース制覇。同年の優駿賞最優秀3歳牡馬を受賞した。日本調教師会関西副本部長も務めながら手腕を発揮していたが、1977年の小倉記念・ベルが最後の重賞制覇となる。大学卒業後の満が俊三の厩舎で働きながら騎手候補生となり、体重の問題もあって断念するとそのまま調教助手となる。元々父子の会話は多くなく、共同生活する弟子達の手前、満だけを甘やかす訳にはいかず、厳しかった。一緒に自動車で競馬場に行く時に少し喋るようにはなったが、1978年11月24日、自転車との衝突事故に遭い死去。享年56歳。同19日の京都第2競走4歳以上300万下・シゲルファイターが最後の勝利、第10競走保津峡特別・セントオーシャン（12頭中3着）、フレートステート（8着）の2頭出しが最後の出走となった。
死去後、所属騎手の楠は荻野光男厩舎、調教助手をしていた息子の満は父の師匠であった諏訪佐市厩舎に移籍。橋田厩舎は須貝彦三厩舎に臨時貸付となったが、満は諏訪厩舎に移るまでの1年間、週間予定を考え、調教メニューを決め、指示を出した。俊三が調教内容を記したノートを参考に、楠や久保正樹調教助手らと相談しながら厩舎を運営した。1985年に厩舎を開業し、橋田の十三回忌に当たる1990年11月18日のマイルチャンピオンシップで管理馬・パッシングショットが優勝。自身初のGI制覇を成し遂げた。

## 主な騎乗馬
※太字は八大競走。
- タカクラヤマ（1950年チャレンジカップ、1951年天皇賞 (春)・鳴尾記念 (春)）

## 主な管理馬
※太字は八大競走を含むGI級レース。
- タマノホシ（1956年タマツバキ記念 (春)）
- タカクラオー（1957年京都記念 (春)・宝塚杯）
- モトイチ（1962年阪神大賞典、1963年京都記念 (春)）
- ブルターニユ（1966年京都4歳特別）
- アリオーン（1970年博多ステークス (第6回金鯱賞)）
- タイテエム（1972年スプリングステークス・神戸新聞杯・京都新聞杯、1973年マイラーズカップ・天皇賞 (春)）
- マツカオリ（1973年小倉記念）
- ライジン（1974年阪神3歳ステークス）
- ベル（1977年小倉記念）

## 主な厩舎所属者
※太字は門下生。括弧内は厩舎所属期間と所属中の職分。
- 境勝太郎（1955年-1956年 騎手）
- 古川平（1957年 厩務員）
- 須貝彦三（1959年-1974年 騎手）
- 須貝四郎（1969年-1979年 騎手）
- 楠孝志（1969年-1979年 騎手）
- 湯窪幸雄（1971年-1972年 騎手）
- 橋田満（1973年-1978年 調教助手）
- 伊藤稔（1974年[3]-? 騎手）。